# Candie Evans
Candie Evans (Newport Beach, California; 22 de marzo de 1967) es una actriz pornográfica estadounidense retirada.

## Biografía
Candie Evans, nombre artístico de Jean Poremba, nació en la ciudad costera de Newport Beach (California) en marzo de 1967. Se graduó en el instituto Newport Harbor High School en 1985. Ese mismo año, al cumplir los 18 años, entró en la industria pornográfica y trabajó como actriz, debutando en la película Crystal Balls.
Rodó películas para productoras como Gourmet Video Collection, Classic Edition, VCA Pictures, Caballero, Vivid, AVC, Western Visuals, Nasty Video, Cinematrex, Moonlight Entertainment, Pleasure, Arrow, Alpha Blue o Fat Dog.
También posó para revistas para hombres como Fox, Hot Shots y Club International.
En 1987 recibió tres nominaciones en los Premios AVN a Mejor actriz revelación y otras dos en la categoría de Mejor escena de sexo chico/chica, en la sección de vídeo, por sus trabajos en Farmer’s Daughters y In Search of the Golden Bone.
Se retiró de la industria tres años después de su debut, en 1988, habiendo aparecido en un total de 163 películas como actriz.
Algunas películas suyas fueron Amazing Tails, Boiling Desires, Dream Girls, Erection Central, Hot Gun, Lust at Sea, Miami Spice, Sex Aliens, Sexscape, Tailgunners, Top Ace o Wet Science.

## Premios y nominaciones
| Año  | Ceremonia   | Resultado | Premio                                      | Trabajo                      |
| ---- | ----------- | --------- | ------------------------------------------- | ---------------------------- |
| 1987 | Premios AVN | Nominada  | Mejor actriz revelación                     | —                            |
| 1987 | Premios AVN | Nominada  | Mejor escena de sexo chico/chica (en vídeo) | Farmer’s Daughters           |
| 1987 | Premios AVN | Nominada  | Mejor escena de sexo chico/chica (en vídeo) | In Search of the Golden Bone |